# Quadrupôle magnétique
Un quadrupôle magnétique est une source de champ magnétique. La façon la plus simple de représenter un quadrupôle est l'addition de deux aimants droits parallèles, en sens inverse. Les composantes principales de leur champ magnétique s'annulent (l'ensemble a donc un dipôle magnétique nul), seules subsistent les composantes de l'ordre supérieur.

## Champ généré par un quadrupôle magnétique

Champ créé par un quadrupôle idéal. Les flèches rouges indiquent la direction du champ magnétique tandis que les flèches bleues indiquent la direction de la force de Lorentz sur une particule chargée positivement se dirigeant vers le plan de l’image.

Un quadrupôle magnétique possède deux pôles nord et deux pôles sud, placés aux faces alternées d'un carré. Dans le centre du plan (noté ici z=0) où se trouvent les quatre pôles, le champ magnétique idéalisé est décrit très simplement :
{\displaystyle B_{x}=K\times y}

{\displaystyle B_{y}=K\times x}

{\displaystyle B_{z}=0}
Où K est le gradient (en Teslas par mètre) de la composante en x selon y, ou inversement. Une composante du champ est nulle sur chaque axe de symétrie, il est totalement nul au centre. Dans l'axe normal au quadrupôle, noté ici z, le champ est pour ainsi dire évanescent : il décroit en z4.

## Utilisation dans les accélérateurs de particules

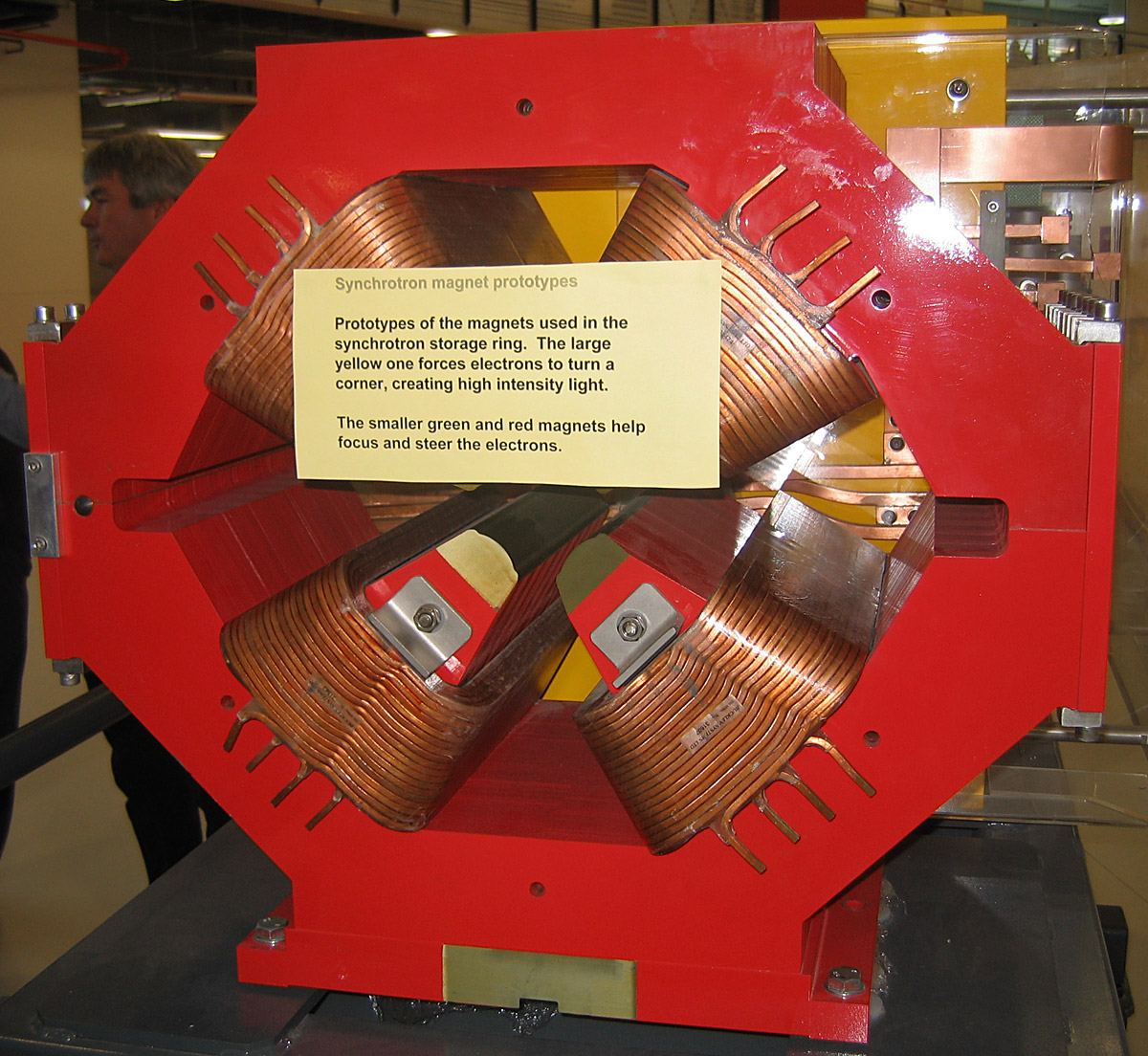
Prototype d'électroaimant quadrupolaire monté sur l'anneau de stockage du.

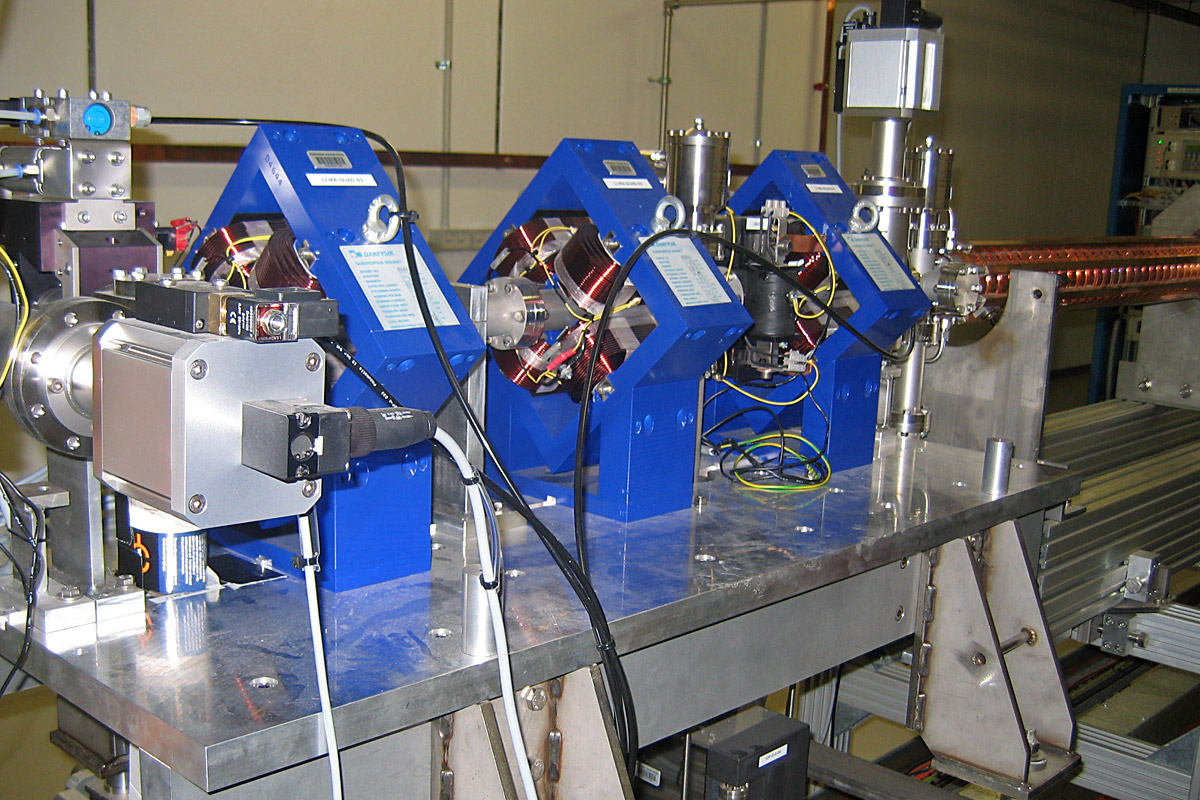
Électroaimants quadrupolaires (en bleu), entourant le tube du linac du, utilisés pour focaliser le faisceau d'électrons.

Aux vitesses atteintes par les particules dans les accélérateurs de particules de haute énergie, le terme de force magnétique est plus grand que le terme électrique dans la force de Lorentz :
{\displaystyle \mathbf {F} =q(\mathbf {E} +\mathbf {v} \times \mathbf {B} ),}
et donc la déflexion magnétique est plus efficace que la déflexion électrostatique. Par conséquent un "réseau" d'électroaimants est utilisé pour courber, diriger et focaliser un faisceau de particules chargées. 
Les quadrupôles magnétiques sont un élément important de la conception d'un accélérateur de particules : ils servent à focaliser ou à défocaliser les particules électriquement chargées. Si K est positif, des particules chargées positivement qui traversent le plan du quadrupôle sont focalisées horizontalement et défocalisées verticalement. Ce résultat est inversé si on change le signe de K ou celui de la charge de la particule.
Les quadripôles du réseau sont de deux types : les « quadrupôles F » (qui focalisent horizontalement mais défocalisent verticalement) et les « quadrupôles D » (qui focalisent verticalement mais défocalisent horizontalement). Cette situation est due aux lois de l’électromagnétisme (les équations de Maxwell) qui montrent qu’il est impossible pour un quadripôle de concentrer dans les deux plans en même temps. Le schéma en haut à droite montre un exemple d’un quadripôle focalisant dans la direction verticale pour une particule chargée positivement se dirigeant vers le plan de l’image (forces au-dessus et en dessous du point central dirigées vers le centre) tout en défocalisant dans la direction horizontale (forces à gauche et à droite du point central dirigées à l'opposé du centre).
Si un quadripôle F et un quadripôle D sont placés immédiatement l’un à côté de l’autre, leurs champs s’annulent complètement (conformément au théorème d'Earnshaw). Mais s’il y a un espace entre eux (et que la longueur de celui-ci a été correctement choisie), l’effet global se concentre à la fois dans les plans horizontal et vertical. Il est alors possible de construire un réseau permettant de transporter le faisceau sur de longues distances, par exemple autour d’un anneau entier. Un réseau commun est un réseau FODO composé d’une base d’un quadripôle de focalisation, d’un « espace vide » (souvent un aimant de déflexion), d’un quadripôle de défocalisation et d’une autre longueur d' « espace vide ».

## Équations du mouvement et longueur focale pour des particules chargées
Un faisceau de particules chargées dans un champ magnétique quadripolaire subira une force de focalisation / défocalisation dans la direction transversale. Cette effet de focalisation se résume à une force de focalisation {\displaystyle \kappa } qui dépend du gradient quadrupolaire {\displaystyle G} ainsi que de la rigidité du faisceau {\displaystyle [B\rho ]=p/q}, où {\displaystyle q} est la charge électrique de la particule et
{\displaystyle p=\gamma mv=\beta \gamma mc,\qquad \beta ={\frac {v}{c}},\quad \gamma =(1-\beta ^{2})^{-1/2}}
est la quantité de mouvement relativiste. L'intensité de focalisation est donnée par
{\displaystyle \kappa ={\frac {G}{[B\rho ]}}},
et les particules dans le champ magnétique se comporteront selon l'équation différentielle ordinaire :
{\displaystyle x^{\prime \prime }(z)+{\frac {\gamma ^{\prime }(z)}{\gamma ^{2}(z)\beta (z)}}x^{\prime }(z)+\kappa (z)x(z)=0}.
La même équation est vraie pour la direction y, mais avec un signe moins devant l'intensité de focalisation pour tenir compte du changement de direction du champ.